# Szipokno
Szipokno (maced. Шипокно) – wieś w południowo-zachodniej Macedonii Północnej, w gminie Ochryda.
Znajduje się w niej skalna cerkiew p. w. św. Szczepana.